# Duttaphrynus noellerti
Duttaphrynus noellerti es una especie de anfibios de la familia Bufonidae.
Es endémica de Sri Lanka.
Su hábitat natural incluye bosques secos tropicales o subtropicales, plantaciones y jardines rurales.
Está amenazada de extinción.